# Hamri
Hamri là một đô thị thuộc tỉnh Relizane, Algérie. Dân số thời điểm năm 2002 là 9.181 người.